# 59 Virginis
59 Virginis (também conhecida como e Virginis ou Gliese 504) é uma estrela na direção da Virgo. Possui uma ascensão reta de 13h 16m 46.71s e uma declinação de +09° 25′ 25.3″. Sua magnitude aparente é igual a 5.19. Considerando sua distância de 59 anos-luz em relação à Terra, sua magnitude absoluta é igual a 3.92. Pertence à classe espectral G0Vs.